# Communauté de communes Coteaux et Vallées des Luys
La communauté de communes Coteaux et Vallées des Luys est une communauté de communes française, située dans le département des Landes et la région Nouvelle-Aquitaine.

## Historique
La plus récente intercommunalité des Landes a été créée le 10 septembre 2005 pour une prise d'effet au 10 décembre 2005.

## Territoire communautaire

### Géographie
Située au sud  du département des Landes, la communauté de communes Coteaux et Vallées des Luys regroupe 16 communes et présente une superficie de 186,6 km2.

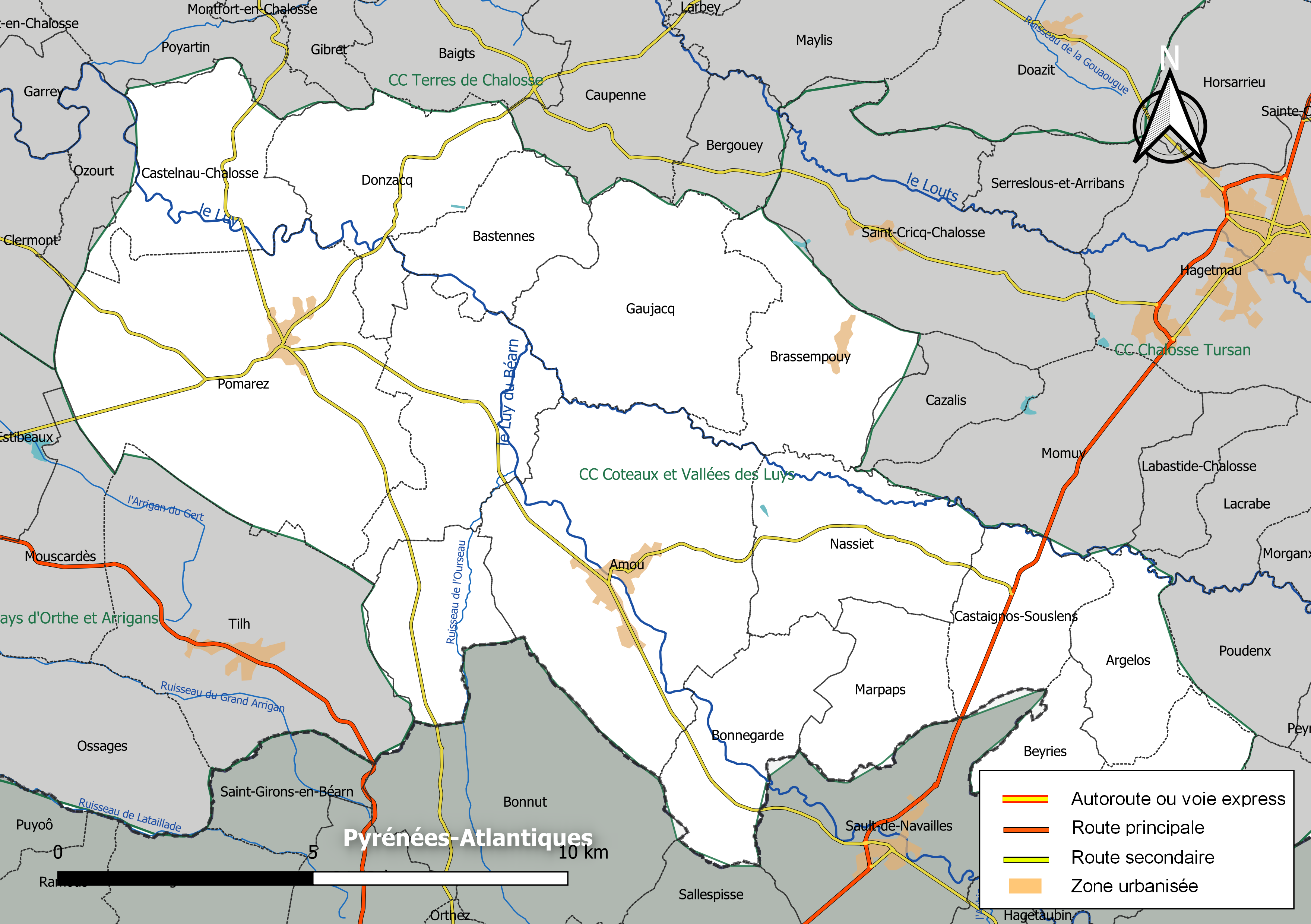
Carte de la communauté de communes Coteaux et Vallées des Luys au 1er janvier 2019.

### Composition

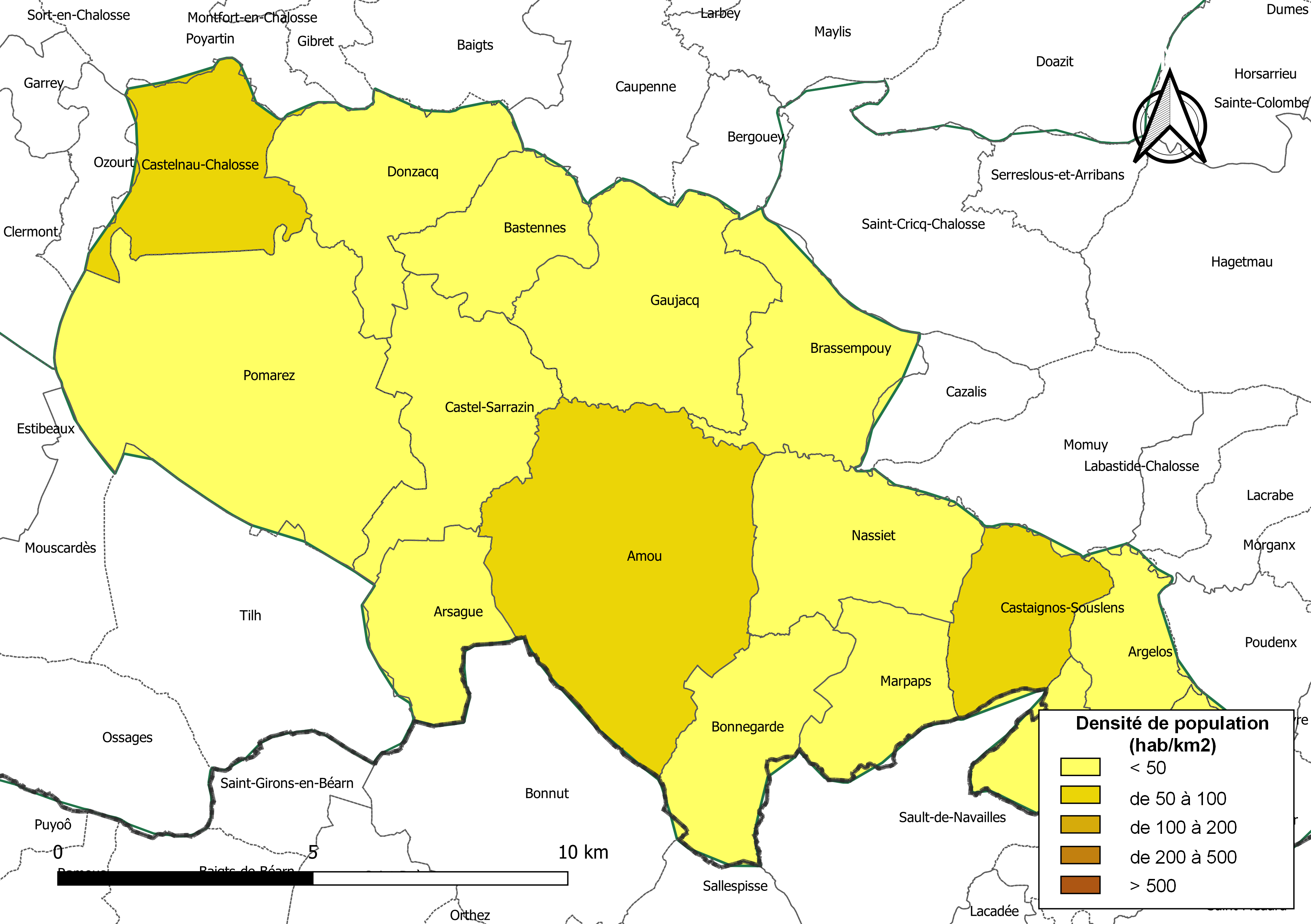
Carte des densités de population (millésimée 2016) des communes de la communauté de communes Coteaux et Vallées des Luys. Composition en communes au 1er janvier 2019.

La communauté de communes est composée des 16 communes suivantes :

| Nom                 | Code Insee | Gentilé        | Superficie (km2) | Population (dernière pop. légale) | Densité (hab./km2) |
| ------------------- | ---------- | -------------- | ---------------- | --------------------------------- | ------------------ |
| Amou (siège)        | 40002      | Amollois       | 27,25            | 1 555 (2022)                      | 57                 |
| Argelos             | 40007      | Argelossiens   | 6,44             | 162 (2022)                        | 25                 |
| Arsague             | 40011      | Arsaguais      | 7,18             | 342 (2022)                        | 48                 |
| Bassercles          | 40027      | Basserclois    | 6,59             | 154 (2022)                        | 23                 |
| Bastennes           | 40028      | Bastennois     | 7,29             | 244 (2022)                        | 33                 |
| Beyries             | 40041      | Beyrissois     | 4,29             | 123 (2022)                        | 29                 |
| Bonnegarde          | 40047      | Bonnegardiens  | 9,67             | 255 (2022)                        | 26                 |
| Brassempouy         | 40054      | Brassempouyais | 10,72            | 273 (2022)                        | 25                 |
| Castaignos-Souslens | 40069      | Castaignossais | 7,45             | 424 (2022)                        | 57                 |
| Castel-Sarrazin     | 40074      | Sarrazins      | 12,01            | 576 (2022)                        | 48                 |
| Castelnau-Chalosse  | 40071      | Castellans     | 10,66            | 595 (2022)                        | 56                 |
| Donzacq             | 40090      | Donzacquois    | 11,7             | 454 (2022)                        | 39                 |
| Gaujacq             | 40109      | Gaujacquois    | 16,14            | 436 (2022)                        | 27                 |
| Marpaps             | 40173      | Marpapsiens    | 6,84             | 133 (2022)                        | 19                 |
| Nassiet             | 40203      | Nassietois     | 11,77            | 316 (2022)                        | 27                 |
| Pomarez             | 40228      | Pomaréziens    | 30,57            | 1 605 (2022)                      | 53                 |

### Démographie
| 1968  | 1975  | 1982  | 1990  | 1999  | 2010  | 2015  | 2021  |
| ----- | ----- | ----- | ----- | ----- | ----- | ----- | ----- |
| 7 283 | 6 912 | 6 668 | 6 752 | 6 682 | 7 524 | 7 638 | 7 634 |

## Administration
| Période | Période  | Identité            | Étiquette | Qualité                                                               |
| ------- | -------- | ------------------- | --------- | --------------------------------------------------------------------- |
|         | 2014     | Claude Lasserre     | DVG       | Maire de Pomarez (1998-2020)                                          |
| 2014    | en cours | Christine Fournadet | PS        | Maire de Castelnau-Chalosse (depuis 2008), Conseillère départementale |